# 威胜军 (北宋)
威胜军，北宋时设置的军。
北宋时，在铜鞮县东北三十里乱柳寨设置威胜军，并且移铜鞮县治于乱柳寨。在今山西省沁县南十五里，金朝时升为沁州。